# Zac Stubblety-Cook
Izaac Stubblety-Cook (ur. 4 stycznia 1999 w Brisbane) – australijski pływak specjalizujący się w stylu klasycznym, mistrz olimpijski, mistrz i rekordzista świata.

## Kariera
W 2018 roku podczas mistrzostw Pacyfiku w Tokio zdobył srebrny medal na dystansie 200 m stylem klasycznym, uzyskawszy czas 2:07,89.
Rok później, na mistrzostwach świata w Gwangju w konkurencji 200 m stylem klasycznym był czwarty (2:07,36).
Podczas igrzysk olimpijskich w Tokio w 2021 roku zwyciężył na dystansie 200 m stylem klasycznym i z czasem 2:06,38 ustanowił nowy rekord olimpijski. W debiutującej na igrzyskach rywalizacji sztafet mieszanych 4 × 100 m stylem zmiennym wraz z Kaylee McKeown, Matthew Temple i Emmą McKeon wywalczył brązowy medal. W konkurencji 100 m stylem klasycznym zajął 24. miejsce z czasem 1:00,05.
W maju 2022 roku na mistrzostwach Australii w Adelaide z czasem 2:05,95 ustanowił rekord świata na 200 m stylem klasycznym.